# Lord Evil vs. The Universe
|  | Denne artikel er oprettet af botten PalnaBot ud fra en ekstern database. Den kan derfor have sproglige fejl eller mangler. Denne skabelon kan fjernes efter kontrol af indholdet. |

Lord Evil vs. The Universe er en kortfilm instrueret af Christian Baunvig, Mikkel Serup efter deres eget nmanuskript.

## Handling
Mød Lord Evil, en mand for hvem den ondeste gerning er det ultimative mål. En mand hvis eneste ambition er, at lyden af hans navn betyder øjeblikkelig død. Mød Sputnik, lord Evil's højre hånd og hans lifelong companion. En mand, hvis udsøgte ondskab kun kan sammenlignes med hans ånde. Følg disse to onde mænd, mens de sprænger planeter i luften for at nå deres mål: magt over universet.